# Arina Tuchkova
Arina Tuchkova, död 1591, var en rysk gårdsadelsdam.
Hon var kunglig guvernant och hade ansvaret för prins Dmitrij av Uglich under hans barndom 1582-1591. Hon är omtalad för det vittnesmål hon avgav kring mordet på Dmitrij, som hon förgäves försökte skydda mot hans angripare. 